# Berthold Tours
Berthold Tours (Rotterdam, Països Baixos, 1838 - Londres, Regne Unit, 1897) fou un director d'orquestra i compositor holandès, net i fill respectivament dels també músics Jacob i Bartolomeus.
Estudià en el Conservatori de Brussel·les i Leipzig. assolí renom com a compositor i director d'orquestra, produint molta música per a piano i per a altres instruments, així com cançons, himnes i anthems per l'Església anglicana.